# Kringeltjärnen (Voxna socken, Hälsingland)
Kringeltjärnen är en sjö i Ovanåkers kommun i Hälsingland och ingår i Ljusnans huvudavrinningsområde. Kringeltjärnen ligger i Ålkarstjärnarna Natura 2000-område.